# 紀州農業協同組合
紀州農業協同組合（きしゅうのうぎょうきょうどうくみあい、JA紀州）は、和歌山県御坊市湯川町に本所を置いていた農業協同組合。

## 概要
1998年10月1日に、御坊市及び日高郡内にあった御坊市農業協同組合、御坊農業協同組合、紀伊かわべ農業協同組合、中津村農業協同組合、美山村農業協同組合、龍神村農業協同組合の6農協が合併して紀州中央農業協同組合として発足。
2014年4月1日に、みなべいなみ農業協同組合、グリーン日高農業協同組合を合併し、紀州農業協同組合に名称変更。
2022年10月24日に組織改編が行われる。金融・共済窓口の本店営業部は湯川支店、丹生営業所は日高川支店、美山支店は中津出張所、切目川出張所・稲原出張所は印南支店、高城出張所は梅の郷支店、岩代出張所は南部出張所にそれぞれ統合。また、名称も併せて改称され、川辺支店が日高山支店、中津、龍神の2支店はそれぞれ中津、龍神の各出張所に変更。南部出張所はアグリセンターみなべに移転。これに先立ち同年10月21日には西本庄倉庫、清川事業所、南部出張所、堺倉庫、下山路事業所、印南支店、山口集荷場、真妻事業所の各所に設置されたATMも廃止。なお、統廃合で廃止された高城、岩代のATMは存続する。この他以外にも一部の店舗の購買事業や一部集荷場の業務も停止する。
2025年4月1日に、紀州農業協同組合を含む和歌山県内の全8農協が合併し、和歌山県農業協同組合が発足。

## 事業内容
- 指導事業
- 経済事業
- 信用事業
- 共済事業
- 葬祭事業

## 事業区域
- 和歌山県御坊市
- 和歌山県日高郡日高川町
- 和歌山県日高郡印南町
- 和歌山県日高郡みなべ町
- 和歌山県日高郡日高町
- 和歌山県日高郡美浜町
- 和歌山県日高郡由良町
- 和歌山県田辺市龍神村

## 拠点

### 本店・各部
- 本店（総務部、金融部、共済部、店舗部、購買部、監査室）
  - 〒644-0011　和歌山県御坊市湯川町財部668番地の1
- アグリセンターみなべ（営農対策部、販売部）[1]
  - 〒645-0011　和歌山県日高郡みなべ町気佐藤321-6

### 支店
- 湯川支店
  - 〒644-0012　和歌山県御坊市湯川町小松原266番地の2
- 名田支店
  - 〒644-0022　和歌山県御坊市名田町上野345番地の1
- 日高川支店
  - 〒649-1324　和歌山県日高郡日高川町大字土生15番地の1
- 印南支店
  - 〒649-1534　和歌山県日高郡印南町大字印南2003番地
- 梅の郷支店
  - 〒645-0026　和歌山県日高郡みなべ町谷口188番地の1
- 日高支店
  - 〒649-1211　和歌山県日高郡日高町大字荊木9番地の1
- 美浜支店
  - 〒644-0044　和歌山県日高郡美浜町大字和田1138番地の96
- 由良支店
  - 〒649-1103　和歌山県日高郡由良町大字門前520番地の1
- 中津出張所
  - 〒644-1122　和歌山県日高郡日高川町大字高津尾146番地
- 龍神出張所
  - 〒645-0415　和歌山県田辺市龍神村西360番地の3
- 切目出張所
  - 〒649-1527　和歌山県日高郡印南町大字島田960番地の2
- 南部出張所
  - 〒645-0005　和歌山県日高郡みなべ町気佐藤321番地の6

## 主な産物
- みかん
- 八朔
- いよかん
- スイカ
- イチジク
- ゴーヤー
- レタス
- ピーマン
- ミニトマト
- ほうれん草
- うすい
- キヌサヤ
- 梅（紀州みなべの南高梅）
- スイートピー
- ハナハマサジ（スターチス）
- ヒマワリ
- かすみ草

## マスコット
- きちゅうくん - 紀州犬がモチーフ